# Essent
Essent est une compagnie du secteur de l’énergie et fournisseur de gaz et d’électricité basée à Arnhem aux Pays-Bas, opérant aux Pays-Bas, en Allemagne

## Histoire
Le  13 janvier 2009, RWE annonce le rachat de Essent pour 9,3 milliards d'euros alors même que cette dernière est une structure mutualisée dirigée par différentes collectivités territoriales néerlandaises.